# 马塞洛·佩拉尔塔
马塞洛·佩拉尔塔（Marcelo Peralta ，1961年3月5日—2020年3月10日）是阿根廷的演奏家、老师、作曲家和编曲家，曾演奏过萨克斯管、钢琴、手风琴和拉丁美洲的电子风琴。

## 早起生活和教育
佩拉尔塔出生于布宜诺斯艾利斯。 他于1979年在贝多芬的Antiguo音乐学院学习了钢琴和乐理，并于1979年获得了教学证书。18岁时，他开始演奏中音萨克斯，对Serge Chaloff吹中音萨克斯表现出特别的兴趣。 在John Coltrane、Albert Ayler和Ornette Coleman的启发下，他学习了次中音薩克斯，然后是中音、最后是高音。 在探戈作曲家Sebastian的演奏下学习和声与乐曲创作的同时，他自学演奏小号、长号、大号、小提琴、单簧管和拉丁美洲的民间乐器。
他曾在几所学校任教过，后来他被委内瑞拉法拉音乐学院（布宜诺斯艾利斯）聘为萨克斯和即兴演奏老师。

## 逝世
2020年3月10号，马塞洛·佩拉尔塔死于COVID-19，享年59岁。